# Sjonhembacke och Haugbro
Sjonhembacke och Haugbro var en av SCB från 1990 avgränsad och namnsatt småort i Gotlands kommun. Den omfattar bebyggelse strax sydöst om Roma utmed länsväg 143 i Halla socken och Sjonhems socken på mellersta Gotland. Inom bebyggelsen finns Högsbo, Hallegården och Sjonhembacke. Vid avgränsningen 2020 klassades bebyggelsen som en del av tätorten Roma och småorten avregistrerades.